# Бекишево
Бе́кишево — село в Тюкалинском районе Омской области. Административный центр Бекишевского сельского поселения.

## Физико-географическая характеристика
Село расположено на юго-востоке Тюкалинского района, в лесостепной зоне Ишимской равнины, относящейся к Западно-Сибирской равнине. В окрестностях имеются берёзовые колки, в понижениях — небольшие болотца. Почвы — лугово-чернозёмные солонцеватые и солончаковые почвы. Высота над уровнем моря 112 м.
По автомобильным дорогам село расположено в 51 км от районного центра города Тюкалинск и 91 км от областного центра города Омск. У села проходит федеральная автодорога Р254 Тюмень — Ишим — Омск.
Климат
Климат умеренный континентальный (согласно классификации климатов Кёппена-Гейгера — тип Dfb). Среднегодовая температура положительная и составляет +0,8° С, средняя температура самого холодного месяца января − 18,1 °C, самого жаркого месяца июля + 19,1° С. Многолетняя норма осадков — 408 мм, наибольшее количество осадков выпадает в июле — 65 мм, наименьшее в феврале и марте — по 14 мм
Часовой пояс
Бекишево, как и вся Омская область, находится в часовой зоне МСК+3. Смещение применяемого времени относительно UTC составляет +6:00.

## История
В лето 1759 года переселённые крестьяне срубили избы, возвели кое-какие надворные постройки, вырыли колодец. Кое-кто из переселенцев рыли землянки, а затем обустраивались избой. К 1767 году Бекишево насчитывало 144 двора с населением 642 человека, из них: мужчин — 327 человек, женщин — 315 человек. Был построен хлебозапасный магазин, три торговые лавки.
Большой приток переселенцев и высокая рождаемость обеспечили быстрый рост населения. Наличие тракта, который активно строился и расширялся, тоже имело немаловажное значение. В потоке переселенцев наряду со старожилами все больше становилось ссыльных из европейской России. В Бекишево находился этапный дом, в котором останавливались на отдых ссыльные. В 1851 году была построена православная церковь с двумя куполами.
В конце XIX века и начале XX века Бекишево относится к Колмаковской волости Тюкалинского уезда Тобольской губернии. В 1924 году образуется Бекишевский сельский совет, в который входят две деревни: Бекишево и Максимовка. В 1928 году началась коллективизация. В 1929 году в Бекишево был организован колхоз «Новый путь». В 1936 году деревня почти вся сгорела.
После войны Бекишево относилось к Нагибинскому сельскому Совету, затем отошло к Малиновскому сельскому Совету. В 1969 году в Бекишево была построена новая восьмилетняя школа. В 1974 году началось строительство асфальтированной дороги. В 1985 году из Малиновского совхоза выделился совхоз «Придорожный» с центром Бекишево, а в 1986 году Бекишево получило статус села, был вновь образован Бекишевский сельский совет. В 1993 году было построено новое типовое двухэтажное здание школы. В марте 1993 года на базе совхоза было организовано АОЗТ «Придорожное». В 1997 году в результате реорганизации образовалась сельхозартель «Придорожная».

## Население
| 1767 | 1897 | 1920 | 1926 | 2010 | 2012 |
| ---- | ---- | ---- | ---- | ---- | ---- |
| 642  | ↗710 | ↗745 | ↗920 | ↘495 | ↗552 |